# Дормідонтов В'ячеслав Анатолійович
Вячеслав Анатолійович Дормідо́нтов (2 травня 1952, Тамбов — 30 листопада 2013, Київ) — український архітектор; член Спілки архітекторів України з 1980 року. Заслужений архітектор України з 1998 року.

## Біографія
Народився 2 травня 1952 року в місті Тамбові (нині Росія). 1975 року закінчив Київський художній інститут, де навчався, зокрема, у Анатолія Добровольського.
Після здобуття фахової освіти працював у інституті «Київпроект», де з 1989 року очолював архітектурну майстерню № 1. З 2003 року працював на київському підприємстві «Житлоінвестпроект» спочатку на посаді директора, а від 2007 року — заступника директора. Помер 30 листопада 2014 року.

## Архітектурна діяльність
У Києві розробив проєкти:
- житлового будинку на Тарасівській вулиці, № 21 (1982);
- житлового району на Старонаводницькій вулиці (1983);
- забудови 3-го мікрорайону житлового масиву «Позняки–Західні» (2005).

Автор архітектурних розділів:
- проєктів пам'ятників (скульптор Микола Рапай) Анатолію Солов'яненку (2001), Лесю Курбасу (2002), Михайлу Булгакову (2007) у Києві;
- святкового освітлення вулиці Хрещатика у Києві (1999);
- низки меморіальних дошок у Києві зокрема:
  - Анні Ахматовій (1989, Заньковецької вулиця, № 9);
  - Михайлу Грушевському (1991, Володимирська вулиця, № 35);
  - Саві Голованівському (1992, Хмельницького Богдана вулиця, № 68);
  - Олександру Вертинському (1995, Володимирська вулиця, № 43);
  - Максиміліану Волошину (2007, Шевченка Тараса бульвар, № 22—24);

У 1995 році брав участь в реконструкції вулиці Хрещатика.